# 조종규
조종규(1955년 10월 8일 ~ 2019년 12월 28일)는 한국야구위원회의 전 심판이자 해태, OB에서 뛴 전 야구 선수다. 2019년 12월 28일 심장마비로 별세했다.

## 출신 학교
- 군산상업고등학교
- 건국대학교

## 같이 보기
- 1983년 해태 타이거즈 시즌
- 1984년 OB 베어스 시즌